# کلیسای انگلیکانی سنت اندروز، مسکو
کلیسای آنگلیکان سنت اندرو در مسکو تنها کلیسای آنگلیکان در مسکو و یکی از تنها سه کلیسای آنگلیکان در روسیه است (کلیسای آنگلیکان در سن پترزبورگ در سال ۱۷۲۳ تأسیس شد). این کلیسا سنت عبادت آنگلیکان در مسکو را که در سال ۱۵۵۳ آغاز شد، ادامه می‌دهد، زمانی که تزار ایوان مخوف برای اولین بار به بازرگانان انگلیسی شرکت روسیه اجازه داد تا طبق اعتقادات خود عبادت کنند. شرکت روسیه که اکنون عمدتاً برای اهداف خیریه فعالیت می‌کند، همچنان از طریق جماعت سنت اندرو از کلیسای آنگلیکان در مسکو حمایت مالی می‌کند.
ساختمان فعلی کلیسا مربوط به سال ۱۸۸۳ و ساختمان کشیش‌نشین مربوط به سال ۱۸۹۴ است. در طول انقلاب اکتبر ۱۹۱۷، برج کلیسا توسط بلشویک‌ها به عنوان پست مسلسل مورد استفاده قرار می‌گرفت. کلیسا در سال ۱۹۲۰ مصادره و کشیش از روسیه اخراج شد. در دوران حکومت شوروی، کلیسا و کشیش‌نشین به عنوان خوابگاه دختران و محل اقامت دیپلمات‌های فنلاند و استونی مورد استفاده قرار می‌گرفتند. از سال ۱۹۶۴، شرکت ضبط موسیقی دولتی ملودیا از کلیسا به عنوان استودیوی ضبط استفاده می‌کرد. خدمات در ۱۵ ژوئیه ۱۹۹۱ از سر گرفته شد و در جریان بازدید ملکه الیزابت دوم در ۱۹ اکتبر ۱۹۹۴، دولت روسیه موافقت کرد که ساختمان را به کاربری مذهبی بازگرداند. ملودیا در سال ۲۰۰۱ این مکان را تخلیه کرد.

## تاریخ اولیه
برخی از اسناد اولیه از طریق بایگانی شرکت روسیه در تالار شهر لندن، و از اسناد ارسالی به اسقف لندن، در دسترس هستند.
اولین مراسم عبادت انگلیکان در مسکو ممکن است در حیاط قدیمی انگلیسی، که اکنون در خیابان واروارکا، مرکز شرکت روسیه در مسکو، قرار دارد، برگزار شده باشد. اولین ساختمان کلیسای انگلیسی در روسیه احتمالاً در قرن هفدهم در آرخانگلسک ساخته شد و کشیش آن از سال ۱۷۰۵ به آرخانگلسک و مسکو خدمت می‌کرد. در سال ۱۷۵۴، با اقامت اکثر خارجی‌های روسیه در پایتخت جدید، سن پترزبورگ، جماعت مسکو توسط کشیش سن پترزبورگ خدمت می‌شد. مراسم احتمالاً در کلیسای اصلاح‌شده در محله آلمانی مسکو برگزار می‌شد.

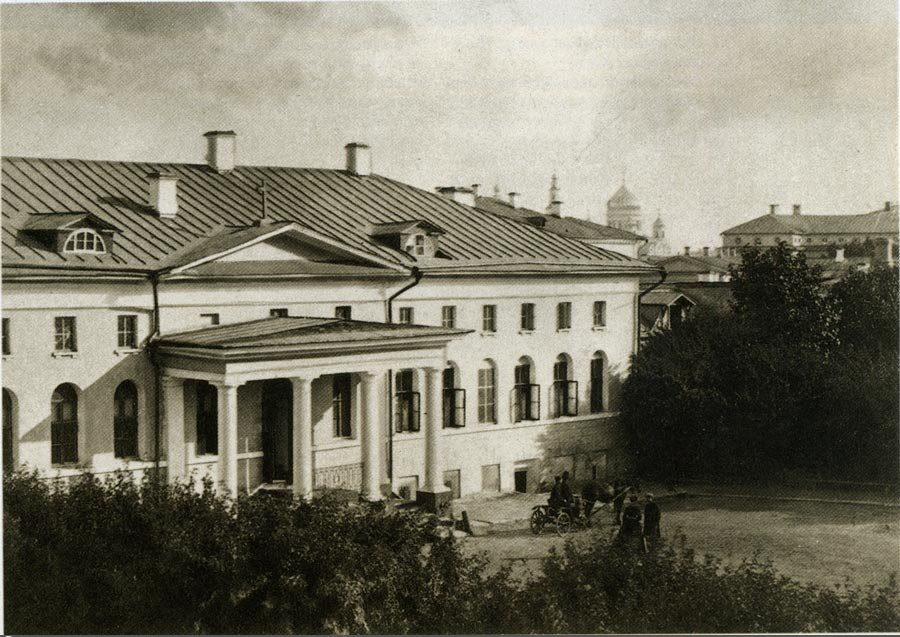
عکسی از کلیسای کوچک بریتانیا، حدود سال ۱۸۶۰، که در سال ۱۸۲۸ تأسیس شد

مدتی پس از سوختن شهر در سال ۱۸۱۲، مراسمی در خیابان تورسکایا در کاخ پرنسس آن الکساندرونا گولیتسینا برگزار می‌شد. از سال ۱۸۱۷ تا ۱۸۱۸ مراسم در خانه سفیر بریتانیا، ارل کاتکارت، برگزار می‌شد. پروتستان‌های بریتانیایی، آلمانی و فرانسوی تقریباً در این زمان در این مراسم شرکت می‌کردند. در سال ۱۸۲۵، شرکت روسی یک کلیسای مستقل در مسکو تأسیس کرد و تزار الکساندر اول، در یکی از آخرین اقدامات رسمی خود، تأسیس یک کلیسا را در ۷ سپتامبر تصویب کرد. در نوامبر ۱۸۲۵، یک کلیسای کوچک در خیابان تورسکایا افتتاح یا شاید دوباره افتتاح شد که ۱۰۰ نفر از ۴۰۰ ساکن بریتانیایی در آن شرکت کردند. شرکت روسی ۲۰۰ پوند برای بازسازی ساختمان که ۲۰۰ نفر را در خود جای می‌داد، تأمین کرد و سالانه ۱۰۰ پوند اضافی نیز وعده داده شد. هزینه‌های سالانه ۴۷۵۰ روبل تخمین زده شد. کشیش چارلز بارتون (یا برلتون) در سال ۱۸۲۵ توسط شرکت روسی به عنوان کشیش منصوب شد و کلیسای کوچک بریتانیا در سال ۱۸۲۸ در محل فعلی کلیسای سنت اندرو، در خیابان ووزنسنسکی (اسنشن) شماره ۸، ساخته شد.

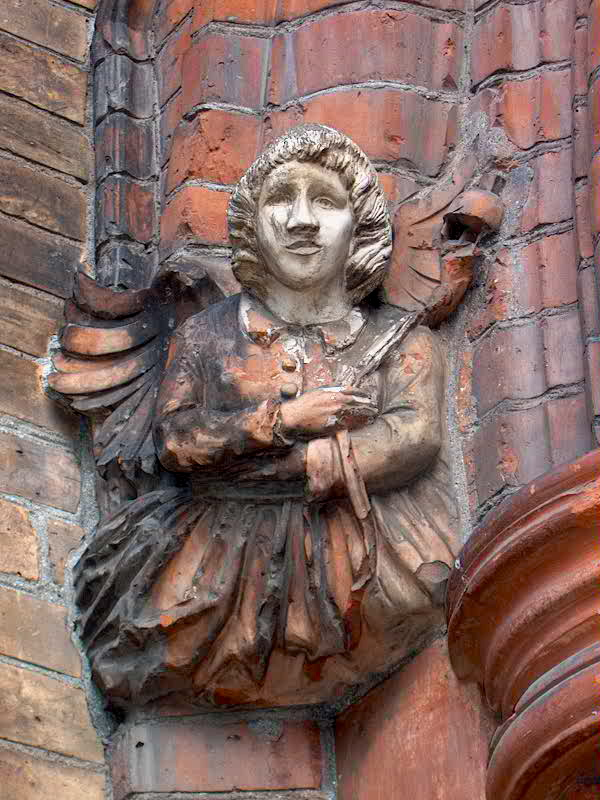
فرشته‌ای در کلیسای سنت اندرو که خاری در دست دارد، نماد اسکاتلند. دیگر فرشتگان کلیسا گل رز، شبدر و تره فرنگی در دست دارند، نمادهای انگلستان، ایرلند و ولز.

تا دهه ۱۸۸۰، جمعیت کلیسا افزایش یافته بود و به ساختمانی بزرگتر از نمازخانه نیاز بود. شرکت روسی ۲۵۰۰۰ روبل کمک مالی کرد و جمعیت ۱۸۸٬۶۱۶ روبل برای ساخت کلیسا جمع‌آوری کرد. این کلیسا توسط ریچارد نیل فریمن، اهل بولتون، به سبک نئوگوتیک ویکتوریایی طراحی شد.
در آن زمان، جمعیت به‌طور مساوی بین پیروان کلیسای انگلستان و اسکاتلندی‌هایی که عضو کلیسای پرسبیتری اسکاتلند بودند، تقسیم شده بود. به عنوان یک مصالحه، کلیسا به نام سنت اندرو، قدیس حامی اسکاتلند، نامگذاری شد و قرار شد از کتاب دعای عمومی آنگلیکان استفاده شود. برای تأکید بر نقش سنت اندرو به عنوان کلیسایی برای کل بریتانیا، نمادهای ملی اسکاتلند (خار)، انگلستان (گل رز)، ایرلند (شامروک) و ولز (تره فرنگی) در معماری کلیسا گنجانده شده است.
جاناتان هولت تیتکامب، دستیار اسقف لندن در اروپای شمالی و مرکزی، کلیسا را در ۲۵ ژانویه (۱۳ ژانویه به سبک قدیمی) ۱۸۸۵ تقدیس کرد.
جین مک‌گیل هزینه ساخت خانه کشیش را در سال ۱۸۹۴ پرداخت کرد. در سال ۱۹۰۴، او خانه سنت اندرو را برای معلمان زن بی‌بضاعت و دیگر بانوان، در خیابان تورسکایا در همان نزدیکی، تأسیس کرد.

## مصادره و تمدید
در طول انقلاب اکتبر، بلشویک‌ها یک پست مسلسل در برج کلیسا نصب کردند تا جلوی پیشروی نیروهای دولت موقت به سمت کرملین را بگیرند. بلشویک‌ها در ۲۹ اکتبر ۱۹۱۷ از آنجا بیرون رانده شدند
به گفته هربرت نورث، پسر کشیش آنگلیکان، فرانک ویلیام نورث، «ما تقریباً یک هفته را در زیرزمین بدون نور و غذای کم گذراندیم. وقتی در پایان جنگ از خانه بیرون آمدیم، تعداد زیادی فشنگ خالی شده در حیاط و دو گودال بزرگ خون پیدا کردیم.»

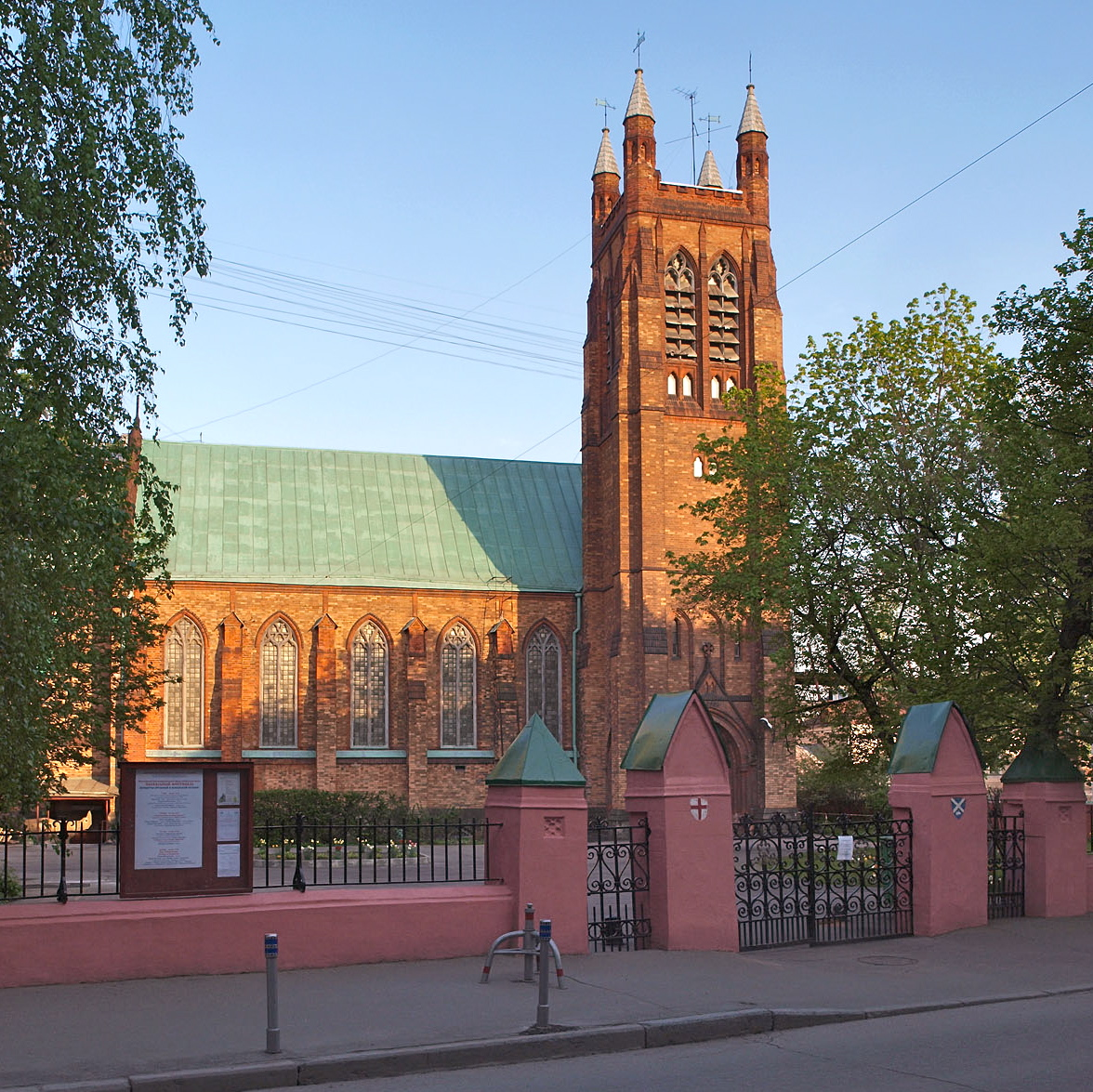
سنت اندرو در سال ۲۰۰۹

کلیسا در سال ۱۹۲۰ مصادره شد و کشیش آن، کشیش فرانک نورث، از روسیه اخراج شد. او بعداً در هلسینکی، رسماً به عنوان کشیش هلسینکی و مسکو، خدمت کرد. در طول ۷۱ سال بعد، کشیش هلسینکی گهگاه مراسمی را در سفارت بریتانیا در مسکو برگزار می‌کرد.
کلیسا و خانه کشیش توسط شوروی به عنوان خوابگاه دختران و محل اقامت دیپلمات‌های فنلاند و استونی مورد استفاده قرار می‌گرفت. در سال ۱۹۶۴، ملودیا کلیسا را به عنوان استودیوی ضبط در اختیار گرفت. دیمیتری شوستاکوویچ و مستیسلاو روستروپوویچ هر دو در استودیوی سنت اندرو ملودیا ضبط کردند.
پس از پرسترویکا، در ۱۵ ژوئیه ۱۹۹۱، کشیش هلسینکی، کشیش تایلر استرند، اولین مراسم عشای ربانی را از سال ۱۹۲۰ در سنت اندرو برگزار کرد. مراسم منظم کمی پس از آن آغاز شد. کشیش چاد کوس‌میکر در سال ۱۹۹۳ به عنوان کشیش دائمی منصوب شد. کشیش دکتر سایمون استفنز از سال ۱۹۹۹ تا ژوئن ۲۰۱۴ به عنوان کشیش خدمت کرد. کشیش فعلی کشیش مالکوم راجرز است.
ملکه الیزابت دوم در ۱۹ اکتبر ۱۹۹۴ از کلیسا بازدید کرد و با بوریس یلتسین، رئیس‌جمهور روسیه، توافق کرد که کلیسا بازگردانده شود. ویکتور چرنومردین، نخست‌وزیر روسیه، دستور بازگرداندن ملک به کاربری مذهبی را امضا کرد، اگرچه در روسیه، تمام املاک مذهبی رسماً متعلق به دولت است و فقط جماعت مذهبی حق استفاده از ملک را دارند. دستور چرنومردین بلافاصله لازم الاجرا نشد و ملک تنها در ژانویه ۲۰۰۸ به نام دولت ثبت شد و ملودیا تا حدود سال ۲۰۰۱ بخش‌هایی از ملک را در اختیار داشت.
همه می‌توانند در کلیسای سنت اندرو شرکت کنند و این کلیسا شامل افرادی از بریتانیای کبیر، ایالات متحده، کانادا، استرالیا، نیوزیلند، هند، اوگاندا، آفریقای جنوبی، زیمبابوه، نیجریه، سودان جنوبی، کنیا و سایر کشورهای دارای میراث انگلیکان است. تعداد شرکت‌کنندگان هر یکشنبه حدود ۱۵۰ نفر و در کریسمس و عید پاک حدود ۲۰۰ نفر است.